# 胡耀邦
胡耀邦（1915年11月20日—1989年4月15日），字国光，祖籍江西吉安，生於湖南浏阳，中国共产党和中华人民共和国政治人物，原正国级领导人，中国共产党和中华人民共和国第二代主要领导人之一，曾任中共中央秘书长、中共中央主席和中共中央总书记。
胡耀邦早年加入中国共产党、中国工农红军，任红三军团第五师第十三团党总支书记，参加长征。抗日战争期间，担任抗日军政大学政治部副主任、中共中央军委总政治部组织部副部长。第二次国共内战期间，担任晋察冀野战军第四纵队、第三纵队政治委员、华北军区十八兵团政治部主任等职。中华人民共和国成立后，担任中国共青团书记、第一书记。文化大革命期间，遭受迫害，此后担任中国科学院副院长、中共中央党校常务副校长、中共中央组织部部长等职。文化大革命结束后，担任中共中央政治局常委，兼任中央纪律检查委员会第三书记、中共中央秘书长兼中共中央宣传部部长，1981年6月至1982年9月担任中共中央主席，1982年9月至1987年1月担任中共中央总书记。
胡耀邦是拨乱反正时期、改革开放早期平反冤假错案和真理标准大讨论的具体执行者，1987年被指责反对“資產階級自由化”不力而被迫辞职。1989年胡耀邦去世引起大量的民众怀念与抗议运动，最终导致六四事件。

## 生平

### 早年生涯
胡耀邦祖籍江西省高安市華林山鎮胡氏古村，1915年11月20日在湖南省浏阳县西岭镇中和乡苍坊村诞生，家中因行九而乳名九伢子:5。其堂叔父胡祖仪根据《诗经·大雅·文王》篇“周虽旧邦，其命维新。……仪刑文王，万邦作孚。”和《易经》“观国之光，利用宾于王”之句取名为邦，字国光:5。胡耀邦发育并不算好，幼年吐字困难、有些结巴:2，但非常聪明且活泼:6。1920年，他被胡祖伦送至胡氏家族的种桃书屋读书:2。
1922年，胡祖仪的新式学堂创议获得通过，改为兴文小学:3，胡耀邦和堂兄胡耀清因此住转入新学:6。1926年，胡耀邦在读完初小后，到文家市的里仁学堂读高小:7，学堂校长陈世乔、教师甘思藻、吴千晋等都是共产党员，胡耀邦因此开始吸收共产主义:8。他每天读书来回需要20公里崎岖山路，这段艰苦历程也使他保持健步疾走的习惯直至晚年:8。在高小时期，胡耀邦更是连年以第一名成绩升学:41，并担任学堂的少年先锋队队长兼宣传组长:10；不久他的表兄杨世俊（杨勇）也转入里仁学堂:9。

### 第一次国共内战时期
1927年，国共第一次合作失败，马日事变后，里仁学堂被查封，陈世乔、吴千晋等人被国民黨当局逮捕并杀害:12。8月7日，中国共产党因此召集紧急会议（八七会议），决定土地革命和武装暴動方针；并派毛泽东作为中央特派员，到湖南发动秋收暴動:12。9月9日，工农革命军第一师决定攻取长沙，但战役的困难使得部队在浏阳文家市集中并召开紧急会议（即文家市决策），并改为主张放弃攻打长沙，改为向农村山区等地方发展，以求保存实力:12。9月20日，部队在里仁学堂操坪集合，毛泽东对中共革命路线调整进行讲话，年幼的胡耀邦目睹了这一革命性的场景:14。
1929年，胡耀邦转到浏阳县立初级中学读书:15，并经本县楊桂英介紹，秘密加入共青团:18。1930年，彭德怀率领的红五军和黄公略的红六军在浏阳、东乡等地国军交战，浏阳中学部分师生转移到长沙妙高峰中学:18-19。但不久彭德怀率红三军团进攻长沙，胡耀邦因此不得不中止学业。同年8月6日，红三军团转战浏阳，并和毛泽东、朱德率领的红一军团在文家市击溃第四路军第三纵队，并成立红一方面军。胡耀邦回乡后，因为能够读书识字，被推举为乡团支部书记，团结乡村支援红军和苏维埃政权:20。1930年10月，胡耀邦被调到第十八区区委做宣传。不久，中共湘东特委选中:21，担任湘东特委儿童局工作:24。
1931年2月，他改任少共湘东特委技术书记:24，在任期间的卓有成就的努力，引起冯文彬注意:26。然而当时由于中共肃反工作的盲目扩大化，1933年中共湘赣省委政治保卫局将年少的胡耀邦和谭启龙列入AB团（反对布尔什维克组织）嫌疑人名单中，冯文彬有心保护两人:29，于是带他们至中央苏区驻地瑞金:50。当时共青团苏区中央局书记顾作霖和少年先锋队中央总队长张爱萍经过调查，解除两人审查、并分配工作，胡耀邦因此留在青年部担任干事:29。1933年8月，他担任中央苏区反帝拥苏总同盟青年部部长、兼任宣传部部长:33。9月加入中国共产党，1934年初，担任少共中央局秘书长:34。1934年10月，胡耀邦跟随中央纵队开始长征。1935年，他编入红三军团第五师第十三团党总支书记，在强攻遵义门户的娄山关战役中负伤，弹片击中右臀部，被抬入天主教堂急救，但嵌入体内的碎片始终未有取出:50。年底，胡耀邦跟随中央红军抵达陕北:61。 

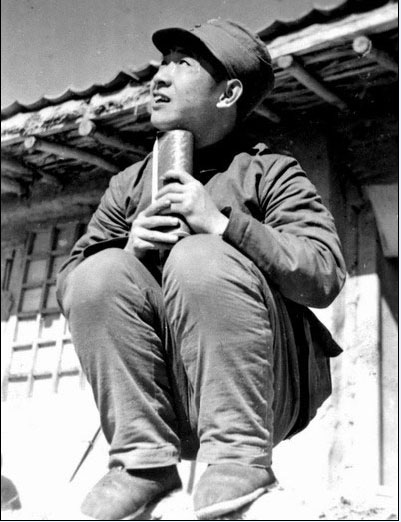
延安时期的胡耀邦

1935年12月，中共中央召开瓦窑堡会议，确定抗日民族统一战线，并派遣红军东征山西:63。1936年1月，胡耀邦调到地方工作组，任石楼县工作队队长，向当地宣传红军及中共宗旨:65，并为东征红军进行补给:67。然而盘踞山西的阎锡山对此十分恐惧，并请求蒋介石调陈诚、汤恩伯、关麟徵的中央军进行阻击。中共中央在红军获取物资后，随即撤回东征部队返回陕北，历时75天的东征结束，胡耀邦也随部队撤回陕西:67。尽管如此，他负责的石楼县一地，短期就招募新兵一千余人，成绩最为显著:68。

### 抗日战争时期
抗日战争爆发后，1937年3月，胡耀邦进入中国人民抗日军政大学第二期，担任第一大队党总支书记:74，后留下编入高级研究班:78。同年秋，留任担任抗日军政大学政治部副主任:79，主办校刊《思想战线》:80。1938年24月，抗大举办第四期，胡耀邦兼任第四期一队政委，与队长苏振华搭档:81。1939年3月，中央调胡耀邦返回延安，担任中共中央军委总政治部组织部副部长:86，当时部长方强在华北工作，胡耀邦因此代行部长职位、不久直授:88，由总政治部主任王稼祥和副主任谭政领导，着手负责整个共产党部队领导干部的考察、任免和调动:87。1940年，胡耀邦兼任军委直属机关政治部主任，并配合柯棣华筹建白求恩国际和平医院:88。
1941年11月，胡耀邦同延安中国女子大学毕业生李昭结婚。李昭出生于湖南宁乡，后随母到安徽宿县定居。抗日战争期间，投身新四军战地服务团、豫东游击队，1939年抵达延安。1942年，他们第一个儿子降生，取名飞飞（胡德平）:90。1945年，胡耀邦参加中国共产党第七次全国代表大会:94。

### 第二次国共内战时期

#### 晋察冀作战
抗日战争结束后，胡耀邦向毛泽东请求到前方开辟工作:98，毛泽东同意并委任他作为先遣支队的负责人，提早奔赴东北。而此时胡耀邦和李昭的第二个儿子降生，因考虑奔赴东北长远，只得割舍骨肉，由游击队员刘世昌抚养，合两家之姓氏取名“刘湖”:20:98。然而部队在跨入平泉时，国军13军已在美国海军协助下抢占平泉县城:99。1946年，中共中央决定胡耀邦改任冀热辽军区政治部主任，与司令员萧克、政委程子华合作:99。
然而数月的长途奔袭和紧张工作，胡耀邦忽然高烧腹泻，当时叶剑英担任中共代表在北平参加军事调停处执行部工作，遂送胡耀邦在北平协和医院诊治，并判断为阿米巴肝炎。在叶剑英、罗瑞卿的照顾下，他很快康复:99，之后调往张家口继续治疗，在医师稗田宪太郎的诊断和护理下，他很快得到康复:100。同年7月，他改任晋察冀野战军第四纵队政委，与司令员陈正湘搭档，这也是胡耀邦首次以指挥员身份率部参加战斗:102。
当时晋察冀野战军刚结束晋北战役，共军顺利占领山阴、岱岳等地:85，部队逐渐围攻大同:94。但在大同指日可下之时，傅作义派遣三万部队从归绥迁往大同，并由集宁开进大同:103。由于聂荣臻判断失误，导致傅作义部国军轻易冲开了解放军在卓资山的阻击阵地。尽管胡耀邦、陈正湘率领第四纵队围堵集宁，与傅作义部国军101师发生阵地战，最终不敌放弃集宁:103；晋察冀部队只能随之撤围大同:104。随后第四纵队在抵御张家口西线时，再次被善于用兵的傅作义攻破，共军被迫放弃张家口:104。
在大同集宁战役、张家口战役连续受挫后，1946年10月，晋察冀中央局召开会议，调整部队战斗序列:122；胡耀邦和陈正湘仍然担任第四纵队政委和司令:105:125。1947年，随后晋察冀野战军接连在易涞战役、满城战役、保南战役中接连获胜，四纵趁机占领石家庄外围的栾城县，之后配合二纵、三纵，将山西阳泉以西的国军压缩包围:166。正太战役成功割断太原与石家庄的国军联系，并促使晋察冀和晋冀鲁豫两个共军解放军相连:106-107。战役结束后，晋察冀部队再次整编，胡耀邦调任第三纵队政委，与司令员郑维山、副司令文年生、政治部主任陆平搭档:174:107。
当时晋察冀野战军士气正盛，决定继续利用围城打援战术，意图以运动战方式，消耗北平、太原、石家庄等地的国军防御力量。因此三纵北上发动大清河北战役，而二纵、四纵则等候国军16军、94军西援时伏击。9月2日，胡耀邦、郑维山率部奔袭保定，但国军坚持据守各个阵地，共军损失较多，却始终无法得到预期目的:108。然而此时形势有变，国军调华北部队前往东北围堵东北野战军，晋察冀军区决定再战保定以北一线，并对徐水发动攻击，国军李文亲自率军救援，双方又形成阵地战，四纵、三纵被迫撤出:111；当时野战军司令部要求三纵西进再攻涞水县，胡耀邦复电坚持等待时机，并最终得到同意:112。
战机很快降临。镇守石家庄的国军第3军军长罗历戎率军北上，意图与孙连仲部南北夹击，围困二纵、三纵。通过激烈战役，野战军成功在清风店围困罗历戎部，并最终俘获国军一万一千余人:224:114。战役中胡耀邦率领三纵第七旅成功在保定-安顺桥一线上，成功封堵试图南援的孙连仲部:115:227。清风店战役后，石家庄已然是一座孤城:230。10月25日，解放军总司令朱德亲自抵达安国，指挥石家庄战役:232。郑维山、胡耀邦率三纵从西南，四纵从东北负责主攻:116。11月6日，解放军开始进攻石家庄，三纵在8日突破至外市沟，并使用坑道炸药进攻:117，因战役激烈，胡耀邦曾一度到前线突破口指挥:118。12日，战役结束，晋察冀和晋冀鲁豫两个解放区完全联为一片:119，并首创解放军攻克大城市模范战例。
石家庄战役后，国共双方的重点再次定位到保定以北，胡、郑两人再次率领三纵于12月奔袭北上，攻打涞水:120。1948年1月，三纵在攻击涞水县城时，侦查得知国军35军主力驻扎庄疃:121，随后胡、郑当机立断，调令全纵队改变主攻方向，转为围攻庄疃:257。其他野战军部队迅速参与围堵，1月13日，国军32师全军覆没、35军军长鲁英麟举枪自尽，涞水战役结束:122。

#### 太原战役与进军西南
1948年5月，中共中央领导机关抵达河北平山西柏坡。5月上旬，中共中央决定组建华北局，原晋察冀军区与晋冀鲁豫军区合并，改为华北军区:301；中共中央决定将华北军区主力组建三个兵团，直属中央军委。晋冀鲁豫军区野战军改为第一兵团（后改十八兵团），由徐向前兼任司令员和政委、周士第任副司令员和副政委，陈漫远任参谋长:302，调升胡耀邦任第一兵团政治部主任:29，下辖八纵、十三纵和十五纵:127。同年9月，他参加西柏坡会议，随后到太原前线传达精神:129。
太原战役在结束外围东山争夺战后，中共中央一度考虑暂时围困太原，而运筹平津战役:135；11月，兵团组成对敌斗争委员会，由王世英、胡耀邦负责，旨在进行政治攻势、瓦解太原守军:136；胡耀邦制定了一系列政治攻势逐渐酵化、产生效果：他派遣赵承绶、杨诚劝降晋军第八总队司令赵瑞，陆续瓦解晋军一万余人投诚解放军:140。在策动国军新编30军军长黄樵松的行动中，胡耀邦曾自告奋勇、要求入城协助部队投诚:32-33，但被徐向前留住，最终改派黄樵松同乡晋夫迁往:143。此事却由黄部下戴炳南密报阎锡山，致使行动流产，黄、晋等人被国民政府枪决:786:359-360:145。事后，徐向前力劝中共中央改为主攻:785:306，胡耀邦则将在战前工作，担任太原前线政治部主任，准备进入太原城后的城市政策和部队纪律:146-147。1949年4月22日，解放军攻占太原，胡耀邦担任太原军事管制委员会副主任，着手治理太原城市治安，迅速组建山西和太原政府机构、恢复学校和工厂等:150。
同年5月，十八兵团、十九兵团改隶属第一野战军序列，由彭德怀指挥进攻西北。胡耀邦随部西进，并率先同解放军第61军抵达咸阳前线，与马家军马继援部交战并获胜:164。此后他随部参加扶郿战役、宝鸡战役:165。西北战事逐渐结束后，十八军团改归贺龙指挥，向西南挺进:166。当时中共中央决定1949年9月，召开中国人民政治协商会议第一次全体会议。7月29日，胡耀邦同贺龙前往北平参加会议，并出席10月1日的中华人民共和国开国大典:167。
当时第二野战军、第四野战军已经通过渡江战役进入华东、华中，并对西南局势进行大迂回攻势:169，并顺利结束川黔战役。11月，胡耀邦随第一野战军冲向国军大巴山防线，以破竹之力连续攻城，将胡宗南兵团围困至成都附近。成都战役中，胡耀邦亲自安排国军第七兵团裴昌会投诚:171。12月，中共中央西南局成立川北工作委员会，由胡耀邦担任书记，至此他多年的戎马生涯也随之结束:172。

### 建国初期

#### 主政川北
1949年12月29日，随着三台战役结束，川北地区由解放军管辖。然而经过战火沧桑，广大川北地区社会经济近于崩溃，百废待兴。胡耀邦率部进驻南充后，开始着手一系列紧迫问题（即《川北区施政方针》）:179:45-49，包括土匪暴乱围攻营山、盐亭、中坝等县城和集镇；伏击抢劫军车、商车等事件:27。随后中国人民解放军第61军兼川北军区，同年2月，胡耀邦任中共川北区党委书记，仍兼川北行政公署主任、川北军区政委、西南军政委员会委员，开始治理川北匪情:28。他采取联系群众、组织农会和自卫队等一系列卓有成效的行动和指挥，并在同年8月底成功瓦解七万三千余的匪情势力:197；而随之建立的农会和自卫队则投入垦荒和生产:29。
在宣传中共政策稳定政局时，胡耀邦并大胆采用党外民主人士，在川北行署29名委员中，民主人士有15名:88:185，他还广交工商界人士:92。1950年，川北行政公署职工宿舍大楼遭到纵火破坏，胡耀邦特意在新闻审阅最后加注“领导上思想的麻痹疏忽，也是造成失火事件的原因之一”:62。胡耀邦的自我批判和坦荡，也得到卢子鹤等民主人士的赞赏:62；事件也很快通过调查得到解决:63-64。此外他还创建、扩建川北大学（即现在四川师范大学）:221。这些措施使得川北地区很快恢复社会秩序:229，胡耀邦也很快受到中共中央的注意:69。

#### 组建共青团
1952年7月，中共中央组织部调胡耀邦入京，最初小道消息称他担任新成立的中央人民政府建筑工程部部长，然而他在抵京后，安子文则透露他的工作有变，原来毛泽东、刘少奇临时决定（一说邓小平的提议:110），改任他为中国新民主主义青年团中央书记处书记:231-232。胡耀邦在最初收到工作分配时情绪很低落，自叹已为人父，不甘领导青年工作，一度产生抵触情绪:99。

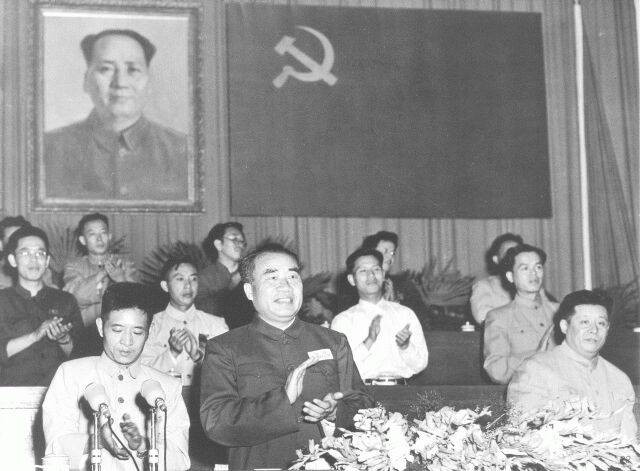
1953年，全国第二次青年团代表大会，前排为胡耀邦、朱德、廖承志

当时中国新民主主义青年团仅创建三年，从治理和运行方面，胡耀邦都只能采取探索方式:240-242。这也锻炼了他与青年、基层干部以及民主人士沟通的能力。他在此期间得到青年一代的赞赏和推崇，提出的“宣传教育工作是团的工作的灵魂”一说:100-101，至今仍是共青团的工作准则:250。1954年，他当选为第一届全国人大代表。9月，他出席第一届全国人大第一次会议讨论宪法草案，期间并发言。
在1954年至1956年期间，他组织、支持各种青年突击队参与到生产和垦荒中，其中包括黑龙江北大荒:242和江西湖畔荒滩。他对江西湖畔荒滩的开垦治理非常关注，并在1984年12月提名“共青城”:245。而有丰富编辑经验的胡耀邦，创建了《中国青年报》、《中国青年》，以提高青年教育和思想:273。1956年，在中共八大上，胡耀邦当选中央委员会委员:283；1957年，第三届团全国代表大会上，正式易名为共产主义青年团。时年42岁的胡耀邦当选首任共青团中央委员会第一书记。胡耀邦的性格非常个性化，实事求是，敢讲真话。然而1958年的大跃进导致的恶果，使得共青团工作被严重破坏，他对大跃进政策产生了怀疑和反感:299。1959年庐山会议上，胡耀邦没有随众批判彭德怀，除了一份简短发言外，始终缄默不语，引起毛泽东的不满:284:305。

#### 下放湘潭
1962年，七千人会议后，中共中央倡导调查研究之风，胡耀邦请求下放，并担任中共湖南省委书记处书记，兼湘潭地委书记:317。在上任之前，他还代表中国阿尔巴尼亚友好代表团赴阿访问，10月18日回国。同年11月16日，他抵达湘潭，而原任湘潭地委第一书记的华国锋任第二书记:319。两人在湘潭相识，并合作共事一年多，彼此互相尊重、互有好感:319。在上任开始，两人即率领干部考察湘潭各县，鼓舞基层干部并引导发展:323-324，并在考察后，确定“鼓足干劲，集中力量，以粮为纲，全面安排。”，着重就各县情况因地适宜，促进生产，达到或接近1957年水平:326。而当群众提出“单干”（即包产到户）问题时，基层干部感到压力很大，进退失据，胡耀邦则以顾及实际情况，默许包产到户的实施:328。胡、华两人还推广毛田县的林业改造（即“毛田经验”）、并惩治腐败:330-339。
1963年，团中央同胡耀邦联系，决定次年召开共青团第九次全国代表大会，他再次调回北京:335。1964年7月2日，共青团第九次全国代表大会上，他再次连任团中央第一书记，这也是他主持召开的最后一次团代会:357。保留团职的情况下，他却接到新的任命，派他去主持陕西省工作:357。

#### 主政陕西
1964年11月，中共中央任命胡耀邦为中共中央西北局第三书记，并兼陕西省委代理第一书记:358。胡耀邦上任后，仍然沿袭此前习惯，与各基层干部沟通并实地调查:359，他很快发现，因为大跃进等问题，陕西的经济非常落后；1962年三门峡水利枢纽工程的使用，促使渭河下游两岸农田受淹没和浸没，加剧了粮食短缺问题，陕西粮食总产量在1963年居全国各省最低，此外几乎没有工业，文盲率约43%，克山病等地方疾病仍然普遍:360。而由于刘志丹案等影响，干部群众关系紧张，人人自危:361。
胡耀邦尽管忧心忡忡，但仍坚持首先将农业生产提升，作为第一要务:361；此外减少因“社会主义教育运动”而导致的对基层干部的伤害:362。1964年底，他出中央工作会议和此后的第三届全国人大第一次会议，并借此机会向周恩来、李先念陈述陕西困难，并争取中央支持：减少陕西徵粮量从17亿斤降低为14亿斤、并获得增拨3万吨化肥、筹建陕西化肥厂:364-365。身在北京的胡耀邦，此时却目睹了中共中央主席毛泽东与国家主席刘少奇对于“社会主义教育运动”的矛盾激化，然而中共中央仍然形成一份《关于农村社会主义教育运动中目前提出的一些问题》（即《二十三条》），以指挥各地的政治活动:367。
胡耀邦在返回陕西后，相对柔性地推广《二十三条》:255-262，使得春节时期的陕西民众倍感轻松:368-374。春节过后，胡耀邦动身考察陕南安康地区，在发现当地因为斗争处分的极端事件后:376，他自感《二十三条》应当落实到基层，并提出了解放干部的“四条政策”：
|  | 凡属从社教以来被处分过重的干部，一律实事求是地减轻下来。最好选择几个典型，经过大家讨论，重新作出决定，并在大会上宣布。 凡属停职和撤销工作尚未处理的干部，一律先放到工作岗位上去，待问题完全查清或经过一个时期的考验再作结论。 凡属去年以前犯有某些错误但已经交代过的干部（包括脱产和不脱产的干部），不再在这次会议上“洗手洗澡”。只要做好工作，搞好生产，就一律既往不咎。 凡属这次县的多级干部会议后继续干坏事的，不管职务高低，一律从严处理。:381-382 |

然而不过三天，2月17日，胡耀邦来到汉中地委，中共中央西北局来电批评胡耀邦此论，并声称可能引起翻案风。尽管基层干部对此表达支持，但中共中央西北局仍然认为此论片面:382，他被迫做出检讨，并被迫连续多日受着批判:384。3月17日，极度虚弱的他因病住院，医生检查属于突发大脑蜘蛛网膜炎:384，住院期间他还是承认了所有批评:385，当时的陕西改革也陷入困境。叶剑英元帅在得知此事后，偕同张宗逊、张爱萍两位上将一起搭乘军用飞机前来西安:386，以参加军事会议名义:265，最终带走胡耀邦返回北京，胡耀邦再次回到中央:387。

### 文化大革命时期
1965年6月，返回北京养病的胡耀邦，被邓小平留在北京:389。不久文化大革命开始，当时北京的大中学生纷纷响应，并开始攻击为首的北京大学党委和北京市市委。毛泽东借此下令推广，并使局面迅速搅动。当时刘少奇、邓小平认为混乱局面必须制止，并在1966年6月3日，召开中央政治局常委扩大会议，派驻工作组到北京市各大中学，并由团中央负责北京市中学的工作组，至此团中央也卷入这场斗争中:392。不久中央文革小组迅速抵触工作组，并成功说服毛泽东撤销工作组:393。很快，在中央文革小组的怂恿下，红卫兵开始踞守并攻击团中央:394。1966年8月5日，毛泽东严厉批评共青团中央，称胡耀邦、胡克实、胡启立等在团中央工作的“三胡”：“不是糊糊涂涂犯错误，而是明明白白犯错误”:396。
8月12日，中共八届十一中全会做出《关于无产阶级文化大革命的决定》。次日，中央文革小组在工人体育场举行万人群众大会:270，批评团中央：“没有高举毛泽东思想的旗帜，违背了毛泽东的指示；没有站稳无产阶级立场，而是坚持资产阶级立场；口头上坚持群众路线，实际上猖狂攻击群众路线；因对挑动学生斗学生，压制学生运动的‘中学工作组’所犯的错误负责。”随后，中共中央改组团中央书记处:397。
随后，疯狂的红卫兵跑到富强胡同，将胡耀邦、胡克实从家中揪到团中央批斗，从此团中央和直属单位的工作完全瘫痪:398。之后几乎每天，团中央的干部都被批斗、受刑，尚在病中的胡耀邦只得忍受全身被抽打红肿、鲜血直流的痛苦:401。很快，运动波及到他的全家，时任北京市纺织局局长的妻子李昭；北京大学学生、长子胡德平被隔离关押:272，三子胡德华和女儿满妹承担起家里重担:402:272。1967年，胡耀邦母亲刘明伦去世，悲痛之中的胡耀邦只能被红卫兵押解下去医院送遗体，而火葬之事只能让刘湖、胡德华两人處理:403。
1968年，文化大革命的混乱加剧，毛泽东此时不得不派遣军队派驻学校和机关。胡耀邦等干部被关押在团中央南院平房中，由于经常干重活，他患上严重的痤疮:405。之后他和共青团中央干部被送到河南信阳地区潢川县黄湖农场:410。1971年的九一三事件促使毛泽东为二月逆流案平反，并决定由周恩来主持中央工作。周恩来趁此将胡耀邦调回北京检查身体养病:418。
1973年，邓小平恢复国务院副总理、中央军委副主席，并协助病重的周恩来主持国务院:423。1975年4月，在叶剑英、邓小平的支持下，中共中央决定派胡耀邦担任中国科学院副院长、党的核心小组第一副组长:425；随后他开展一系列活动，将中科院行政业务和党的工作分开，专门建立行政办公会议，分工专人抓业务:278-282。然而随着四人帮和邓小平的矛盾日益激化，胡耀邦在中科院的工作日趋复杂，11月，因“批邓、反击右倾翻案风”，邓小平被迫再次下野，胡耀邦也因此离开中科院，再次过起了家居生活:445-447。
1976年10月12日，在怀仁堂事变后的第6天，叶剑英派儿子叶选宁到富强胡同6号胡耀邦的家中看望，并求教此后治国建议。胡耀邦总结：
|  | 现在我们的事业面临着中兴。中兴伟业，人心为上。什么是人心？我看有三条：第一是停止批邓，人心大顺；第二是冤案一理，人心大喜；第三是生产狠狠抓，人心乐开花”。 |

这三条中兴建议，即后来的“真理标准大讨论”、“平反冤假错案”和“改革开放”，后人也称赞胡耀邦之言为“隆中三策”。叶剑英听后非常赞赏，深以为是，竭力向华国锋等人推荐胡耀邦出来工作。

### 拨乱反正

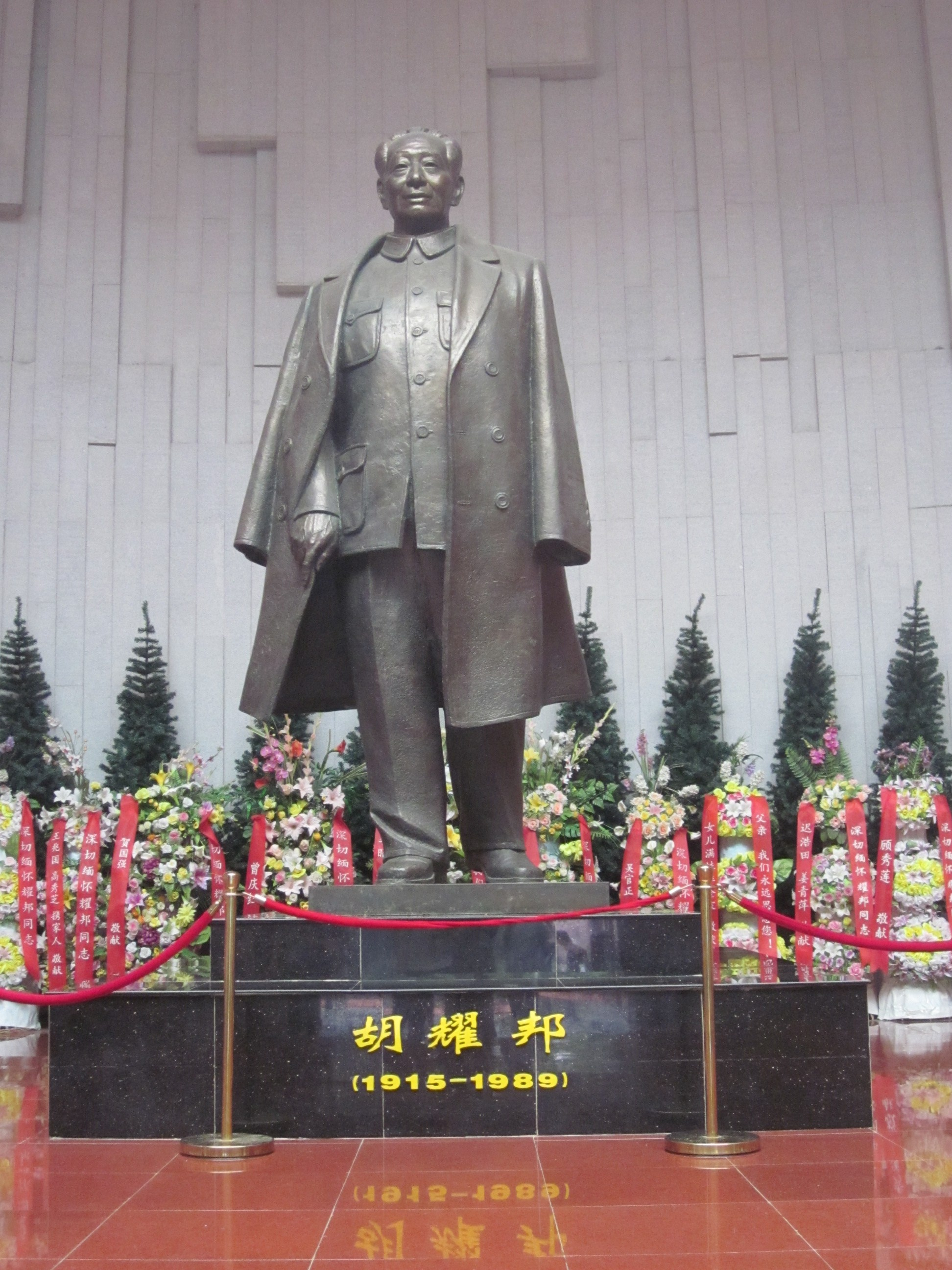
胡耀邦铜像

文革结束后，胡耀邦迅速获得重用，于1977年3月，出任中共中央党校常务副校长。历经磨难的胡耀邦意识到，如果不为文革中残存的干部解放出来恢复工作，文革后濒临崩溃的国民经济和政治残局将无法挽救。因此上任后的胡耀邦以中央党校为平台，以1977年10月7日《人民日报》发表《把“四人帮”颠倒了的干部路线是非纠正过来》，率先带头为平反干部的冤假错案作了舆论准备。此文与时任中共中央组织部部长郭玉峰观点相左，但文章仍然成功发表。不久，12月15日，胡耀邦接替拒绝平反冤假错案的郭玉峰，任中共中央组织部部长，立即开始了全国的平反冤案和干部安置，主持全国的拨乱反正工作。
因为文化大革命时期的所有重大冤案，均与毛泽东的指示直接相关；胡耀邦坚持的理念，也逐步与当时中共中央主席华国锋提出的“两个凡是”产生了正面冲突。1978年，胡耀邦指出，毛主席在晚年也有错误，我们应当纠正我们党和他老人家的错误；这些观点形成了当年的“真理标准大讨论”。1978年5月10日，中央党校的内部刊物《理论动态》第60期，刊登了经胡耀邦审定的由南京大学胡福明教授撰写的文章《实践是检验真理的唯一标准》。第二天，即5月11日，《光明日报》公开发表了这篇文章，署名“本报特约评论员”。当天，新华社将这篇文章作为“国内新闻”头条，转发全国。5月12日，《人民日报》和《解放军报》，以及不少省级党报全文转载了这篇文章。到5月13日，全国多数省级党报都转载了此文。这篇文章阐明，实践不仅是检验真理的标准，而且是“唯一标准”；实践不仅是检验真理的“唯一标准”，而且是检验党的路线是否正确的“唯一标准”。这篇文章的发表，在全国引起强烈的反响，由此引发了一场大讨论；支持实施经济建设的一派最终逐步获胜:123-124。
与此同时，尽管阻力重重，但是胡耀邦主持的平反工作仍然取得了重大进展。9月20日，胡耀邦针对“两个凡是”提出了“两个不管”：
|  | 凡是不实之词，凡是不正确的结论和处理，不管是什么时候，什么样情况下搞的，不管是哪一级组织，什么人定的、批的，都要实事求是地纠正过来。 |

之后，他指示中组部将调查继续推前:409，将之前的几起大案、要案平反。随后他继续调查1930年代至1940年代的案件，将当年被定为“托派”和被肃反的蒙冤人们平反，其中包括中共早期领导人瞿秋白、李立三和张闻天等。胡耀邦领导的平反冤假错案活动，也是对中国共产党历年错误的政治运动的重新平反。经过平反活动，他在群众中的威信与日俱增，民间俗语有“受了苦，找中组部；有冤枉，找胡耀邦”:253。

### 改革开放时期

#### 党主席和总书记
1977年，是胡耀邦在中国政坛的分水岭，他在仅仅的三年中，即完成了从团中央领导人向党中央领导人的角色转变。1978年12月，在中共十一届三中全会上，胡耀邦被增选为中共中央政治局委员:245-248、并出任恢复组建的中共中央纪律检查委员会第三书记，同时还兼任中共中央秘书长、中共中央宣传部部长，晋身最高领导层。1980年2月，在中共十一届五中全会上，出任中共中央政治局常委、中央书记处书记、总书记（设有“党主席”），成为党内排名第六的领导人；1981年6月，接替华国锋出任中央委员会主席，成为中共中央主要负责人。在1982年9月召开的中共十二大上，做出党章修改，不再设党主席、副主席职务，以中央委员会总书记为领导集体的最高负责人。胡耀邦继续当选为中共中央政治局常委、中央委员会总书记，是党的最高领导职务，但当时中国实际上的最高领导人是排名第三的中央政治局常委邓小平:368:20。
然而胡耀邦对改革过于乐观，并导致一系列与中共其他领导的矛盾。他推动过快的经济改革引发了党内以国务院副总理姚依林为首的保守派反对；而由于他过多干涉国务院工作，就连支持改革一派的国务院总理赵紫阳也颇为不满:345。同时，胡耀邦一系列打击太子党腐败活动，引起很多中共元老的厌恶:317。特别是保守派陈云指责胡耀邦的率性言行，并未能顾及具体情况。最为重要的是，邓小平认为胡耀邦过于自由的政治态度，超过了邓小平能够接受的极限。1986年10月，胡耀邦仍然着手于推进“废除干部领导职务终身制”，并称将在中共十三大实现:135。尽管他对自己的去留毫不介意，但另一派却加剧酝酿罢黜的事情，而对此胡耀邦却毫无察觉。同年年底至1987年初，中國各地爆發八六学潮（又稱丙寅學運）:555，合肥、武漢、上海、北京、昆明、廣州、天津等17個大中城市，爆發聲勢浩大的示威遊行，“要民主，要自由，要人權，反官倒，反腐敗”的口號聲，震驚中南海。

#### 失势下台
八六學潮引起了中共元老的震怒，他们將學潮的爆發，歸咎自由化知識分子煽動，以及胡耀邦的纵容。而此前1985年5月10日，香港《百姓》雜誌的陸鏗在中南海訪問胡耀邦，将采访内容整理成《胡耀邦訪問記》發表在同年6月出版之《百姓》半月刊上，也被中共保守派和既得利益集团视为纵容“资产阶级自由化”的罪证之一:334。高层认为胡耀邦纵容知识分子的资产阶级自由化倾向，要求其辞职；并指胡耀邦应该对1986年学生运动的失控负责:593。12月30日，胡耀邦打算召开政治局常委会，讨论中央书记处关于处理学潮的意见。邓小平不同意开会，并要胡耀邦到他指定的地点谈话。邓认为学生运动是“几年来反对资产阶级自由化思潮旗帜不鲜明、态度不坚决的结果”，并责问胡耀邦“你难道没有责任？”胡耀邦回答说：“我保留我的意见。”邓小平说：“不是保留，而是要你马上站出来，坚持四项基本原则，否则就放任了资产阶级自由化。”
1987年元旦，《人民日报》发表社论，强调四项基本原则的重要性，抨击资产阶级自由化，这被认为是为群众做思想准备:552。当夜，在鄧小平家裡，陳雲、薄一波、彭真、王震、宋任窮等中共元老，商议胡耀邦的去留问题。1月4日，鄧小平在家召開會議，參加者有陳雲、 萬里、楊尚昆、薄一波、王震、彭真、趙紫陽，鄧小平在會中出示一封胡耀邦寫給鄧小平要求辭職的信。到會的人傳閱這封信之後，鄧說應該同意胡的辭職，當時無人表示不同的意見。1月6日，中共中央发布以邓小平关于处理学生示威指示要点的一号文件:552。同日，邓小平通知胡耀邦參加“党内生活會”。1月10日-15日，在由中顾委副主任薄一波主持，有二三十名高级干部参加的“党内生活會”上，連續几天指责胡耀邦的“问题”。邓小平与陈云因地位太高不宜出面，国家主席李先念因在上海没有参加:553。
胡耀邦在会上首先作了检讨，承认自己有“错误”，但试图做出一些辩解:1303-1304。之后胡耀邦遭众人轮流批判，其中薄一波认为胡到基层视察的次数太多、地区太广，指责他是在“游山逛景，嘩眾取寵”；杨尚昆和王震指责他站错路线（即“资产阶级自由化”）；宋任穷则对胡耀邦对邓小平的态度进行批判。此外，邓力群通过五个小时的发言痛斥胡耀邦的作为，称胡耀邦对四项基本原则和反精神污染关注不够、没有做到团结全党、主要使用跟自己观点相同的人、在重要的人事任免上没有遵循老领导的意见等。赵紫阳发言批评胡耀邦“不守纪律”:1185。而被胡耀邦视为朋友的王鹤寿也落井下石将私人讲话公开。在“党内生活會”上，只有时任中央政治局委員、中央书记处书记的習仲勛支持胡耀邦，斥責元老們动用文革式手段逼总书记下台是不正常的，是违反党的原则的。習仲勳當時曾指着薄一波怒斥。最终，在连续七天的批斗之下，政治局于1月16日召開扩大会议，以举手通过的方式批准了胡耀邦的请辞，并推选赵紫阳为代理总书记。但胡耀邦依旧是中共中央政治局常委，只是排名降到最后。1月19日，中共中央三号文件列举了胡耀邦解除职务的原因：“抵制党为反对精神污染和资产阶级自由化而作出的努力，纵容全盘西化的要求；没有充分坚持四项基本原则，只批‘左’不批右；在经济工作中鼓励经济过快增长和消费，造成经济失控；在政治工作中经常违反程序；在外事活动中说了一些不应该说的话；经常不遵守党的决议，未经中央授权就讲话”:1313-1314。
1987年11月，胡耀邦在中共十三届一中全会上当选中共中央政治局委员。而当初卖劲倒胡的邓力群和胡乔木，则在十三大选举中因得票最少而落选中央委员。尽管胡耀邦被闲坐，他仍然获得中共党内改革派、知识分子及学生的欢迎。

### 逝世
1989年4月15日，胡耀邦因大面积心肌梗塞:7:019-020；於早上7時53分逝世，享年74岁:7。胡耀邦去世后，大批学生在天安门广场上聚集、悼念，最终演变成六四事件。

## 纪念活动

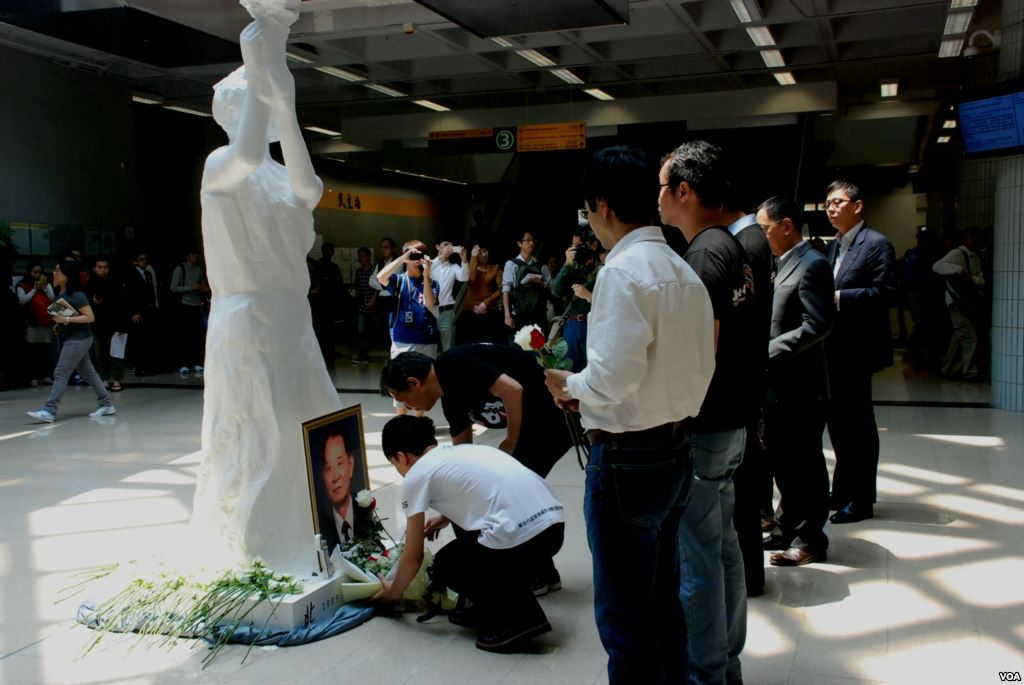
2013年香港，民众纪念六四天安门事件及胡耀邦

六四天安门事件前，官方举行了各种级别的悼念活动，包括在人民大会堂举行的有邓小平参加的高规格追悼会，由於胡耀邦曾经出任党内最高职务，追悼会规格比原曾经担任国家元首的叶剑英逝世时高出半格。由于胡耀邦的去世是造成六四运动的导火索，在江泽民出任中共中央总书记后，中國政府逐年降低对胡耀邦的纪念活动的规格，各类纪念胡耀邦的文章也减少。一些海外著作，如杨中美的《胡耀邦——一位激进改革者的传奇生涯》、和气弘《胡耀邦》、柴红霞等人编写的《胡耀邦谋略》、刘新章《胡耀邦》、河北人民出版社的《胡耀邦》、唐朝编《一身正气两袖清风：胡耀邦逸闻录》、姚铁军编著的《胡耀邦生活纪事》等，从不同侧面对胡耀邦生平做出研究，但个别作品因史料所限，主观臆断多于客观叙述。直到2005年，在时任中共中央总书记胡锦涛的提议下才举行高规格的纪念活动，各类纪念文章及书籍逐渐涌现，其中包括满妹《思念依旧无尽——回忆父亲胡耀邦》、戴煌《胡耀邦与平反冤假错案(修订版)》、沈宝祥《胡耀邦与真理标准问题讨论》、韩洪洪《胡耀邦在历史转折关头(1975—1982)》、张黎群、张定、严如平、唐非、李公天编写《胡耀邦：1915—1989》等作品，在史料与论述上逐渐丰富。然而事关胡耀邦在下野前后的政治事情及生平，因牵扯大量人情世故，仍旧是当今中国大陆的政治忌讳。
对胡耀邦的民间悼念始终至今。1989年4月15日，词作家邹友开在返京列车上听到他死去的讯息，悲怆之下创作诗歌《好大一棵树》，后被谱成歌曲，一时广为流传。
|                        | 头顶一个天，脚踏一方土，风雨中你昂起头，冰雪压不服。好大一棵树，任你狂风呼，绿叶中留下多少故事，有乐也有苦。 |
| ——邹友开《好大一棵树》 | |

2013年1月6日，浙江省台州市的大陈岛放置了一尊胡耀邦铜像，纪念他在1956年号召和领导的垦荒活动。2013年4月15日胡耀邦忌日，解放日报、人民日报等中国大陆官方媒体刊文悼胡耀邦，为中共中央总书记习近平等新一届中共中央领导上台后首次出现。
2014年4月11日，已经退休的前中共中央总书记胡锦涛在胡耀邦逝世25周年（4月15日）前夕到胡耀邦故居参观，引起海內外關注。
2015年11月20日，中共中央召集“纪念胡耀邦同志诞辰一百周年座谈会”，习近平等中央政治局常委出席座谈会。同时，为纪念胡耀邦诞辰100周年，人民出版社出版由中共中央文献研究室编辑的《胡耀邦文选》。
2018年11月18日，在胡耀邦家鄉湖南瀏陽一尊雕像落成，台灣中央社報道「僅有胡的兒子胡德平及湖南省委副書記烏蘭出席揭幕儀式，並無中央官員出席」。雕像由中共中央和國務院批准興建，前中央美術學院黨委書記盛楊設計，以胡耀邦中青年時期的照片為原型。

## 行动、观点与影响

### 平反冤假错案
胡耀邦主持的平反冤假错案行动，一开始是在极其困难的局面下展开的。首要的阻力来自于各级的组织部门。因为地方问题迟迟无法解决，各地干部及家属纷纷上访。1978年9月，胡耀邦因此召开全国信访工作会议，他在会上要求实事求是地落实政策，“凡是不实之词、凡是不正确的结论和处理，不管是什么时候、什么情况下搞的，不管是哪一级组织、什么人定的、批的，都要实事求是地改正过来。”——这被称为“砍旗”。他要求对于反右斗争中错划右派和“二十年表现好”的，可以直接恢复党籍，不用“甄别平反”这个名词。
同年9月17日，中共中央颁布《贯彻中央关于摘掉右派分子帽子决定的实施方案》，以“55号文件”贯彻全国。在胡耀邦等人的努力下，11月他们起草的《关于“六十一人叛徒集团”案件的调查报告》报送中央，最终在中共十一届三中全会之前两天公布：曾被毛泽东、四人帮定为“死案”的“六十一人叛徒集团”平反并迅速引起了轰动效应。此后，包括彭德怀反党集团、“反黨小說《劉志丹》案”、内人党事件等也被陆续平反:136。1980年，他领导的中组部随后平反陶铸、陆定一、刘少奇的冤案:131；同年8月，曾昭伦、费孝通、黄药眠、陶大镛、钱伟长、吴景超六教授案被平反。胡耀邦随后指示中组部将调查继续推前，最终1955年的胡风反革命集团案、“东北叛徒集团案”、“新疆叛徒集团案”乃至三四十年代的数起冤假错案最终均被平反。
胡耀邦平反党内外各类“冤假错案”的历史功绩，在组织上终止了“以阶级斗争为纲”的历史，解放了人们的思想，并最终为改革开放理论的出现做了思想上的预备工作。

### 理论联系实际
在学术观点上，胡耀邦主张理论要联系实际，接触世界上的先进的科学技术，认真解决好具体的政治、经济生活上的重大问题。对于研究的问题，“只要没有登报，没有在党校以外随便议论，就不算犯错误。属于研究、探讨嘛。在教研室里，没有定论的东西，谁也没有权力打人家的棍子。”
针对对《实践是检验真理的唯一标准》一文“文章是要在政治上砍毛泽东思想这面旗帜”的批判，胡耀邦评价道：“把学术争论一下子上升到政治上，这个风气再不改怎么得了呀！”
1984年胡耀邦接受意大利共产党《团结》日报采访，说：“十月革命已经过去了60多年，为什么社会主义的发展还没有超过资本主义国家？到底是什么出了问题？”

### 落实干部政策
胡耀邦在文化大革命中历经磨难，自感中共中央的干部政策必须得到保护和控制。1977年3月，在出任中共中央党校常务副校长后，他一边开始准备平反冤假错案，将干部从批斗中解放出来；另一方面准备培养新的年轻干部。对于培养干部的方针，他强调思想上要学习好马列主义、毛泽东思想的基本原理；学习研究毛泽东的思想体系；不能说大话空话、对马列主义的词句各取所需。1980年，中共中央党校举办一年制中青年干部培训班，大量中层干部逐渐崭露头角，其中包括田纪云、尉健行、胡锦涛、杨晶、沈跃跃、周强、赵洪祝、司马义·铁力瓦尔地、孙春兰、肖捷、李书磊等。
在1985年后，中共中央逐渐主张“废除干部领导职务终身制”，取而代之则以年龄上限作为确定干部职务任期的标准，从而根本上隔绝毛泽东时期的所造成的政治问题。然而，胡耀邦过于激进的改革和反腐措施，最终使得中国共产党中央顾问委员会的权限凌驾于总书记和政治局之上。邓小平时期所造成的“中共八大元老”的老人政治模式，直接影响到胡耀邦、赵紫阳两任总书记的境遇，并持续酿成六四事件，在六四事件之后邓小平等元老也对新任总书记江泽民拥有很大的影响力直到1997年邓小平去世。六四事件后，邓小平等元老被迫逐步离开领导职位，胡耀邦确立的“废除干部终身制”最终重启，在江泽民和胡锦涛两任总书记执政时期沿用，但最终在习近平主政后废除。

### 放宽民族政策
胡耀邦从政治、经济、文化三方面放宽了民族自治权，大力提拔少數民族干部，并制定了相当多的法規和条例，發展少數民族文化和教育，保護民族自治权和少數民族的特殊利益。胡耀邦制定的一系列优待少数民族政策维护了中国共产党自第一次国共内战时期开始和少数民族结成的政治统一战线，巩固了中国共产党的执政地位。
1979年3月，胡耀邦允许西藏流亡政府方面派出的代表团前往西藏，1980年3月，胡耀邦召開“西藏自治區黨委擴大會議”，發表“六件大事”：
1. 西藏要有自主權，西藏幹部要敢於保護自己民族的利益；
2. 對西藏農牧民實行免稅、免徵購；
3. 變意識形態化的經濟政策為實用主義的經濟政策；
4. 大幅度增加北京給西藏的財政撥款；
5. 加強藏文化的地位；
6. 漢人要把西藏的權力讓給藏人。

中國獨立記者高瑜指出，胡耀邦的報告引起極大的波動，這是解放軍入藏29年以來，西藏幹部和老百姓沒有聽到過的聲音。他的報告作為中央文件下發，遭到黨內左派的強烈批評，認為是民族工作的錯誤傾向。鄧小平決定收回胡耀邦的報告。當時西藏第一批漢族幹部撤離已經完成，第二批撤離停止，一切恢復原樣。胡耀邦繼續堅持民族問題要批左，1980年、1984年他主持兩次「西藏工作座談會」，都是批左。
1980年4月，胡耀邦在西藏进行实地调查，震惊于西藏的贫困，并承认之前的极左路线给藏民带来了许多苦难，这些举动令西藏人民对胡耀邦深切怀念。在1981年7月接见了达赖喇嘛的二哥嘉乐顿珠，期间提出了“关于达赖喇嘛回国的五条方针”。
1980年5月29日胡耀邦和萬里在西藏考察時，在西藏自治區干部大會上提出了著名的“西藏六条”，其中一條是要讓藏族幹部自己管理西藏，藏族幹部佔到西藏地區幹部總數的三分之二以上，漢族幹部離開西藏是光榮的。并建議把80%的漢族幹部從西藏撤離。這些建議引起新疆和內蒙古自治區的共鳴。同年7月10日至14日，中共中央書記處在北京召開了第一次新疆工作座談會，胡耀邦提出了新疆六條，提出從新疆調回漢族幹部的決定。但最後由于新疆民族主义高涨以及王震的反對，决议没有通过。
1981年，在胡耀邦的民族政策指示下，中国确定了蒙古語标准音，图兰语标准音和以拉丁字母为基础的拉丁图兰文及蒙古语音标。中央1984年5号文件关于对少数民族中的犯罪分子要坚持“少捕少杀”（即“两少一宽”）。1984年《中华人民共和国民族区域自治法》通過，正式確立了以少数民族利益为中心的民族區域自治制度。此外，胡耀邦在任期間，還出臺了《一九八〇年高等学校招生工作的规定》、《关于对民族贸易和民族用品生产企业给予低息贷款的通知》，每年递增10％民族自治区定额补助的《实行“划分收支、分级包干”财政管理体制的暂行规定》等對少數民族有利的政策文件。在他的民族政策指导下，全國新增了很多自治縣。
但也因为这些政策，不仅造致党内部分左派如邓力群、王震和陈永贵的攻击，部分汉民族主义者也常不满胡耀邦，认为其给予了少数民族过多特权，胡耀邦时期制定的两少一宽政策也时常遭到诟病。

### 计划生育
胡耀邦上台以前，以陈慕华为首的国务院计划生育领导小组已经于1979年起推行“一胎化”政策。1980年9月25日，以胡耀邦为总书记（华国锋仍为主席）的黨中央发表了《中共中央关于控制我国人口增长问题致全体共产党员、共青团员的公开信》，指出“国务院已经向全国人民发出号召，提倡一对夫妇只生育一个孩子”。有学者认为，这一措辞反映了党中央对一胎政策有所保留。1981年9月，赵紫阳在中央书记处会议上提出农村实行更为宽松的两孩或一孩半政策；国家计生委选择了一孩半政策，但又反对中央将政策写明，导致政策迟迟没有实施。
1982年《全國農村工作會議記要》中胡耀邦強調控制人口。同年胡耀邦在中共十二大报告中把計劃生育提到了基本國策的高度。
1984年，研究人员马赢通、张晓彤向国务院上报《关于人口控制与人口政策中的若干问题》，建议农村实行两孩政策。胡耀邦批示“这是一份认真动了脑筋、很有见地的报告。”胡耀邦的批示一直没有得到落实，两孩政策在此后30年都没有实现，直到习近平执政期间的中共十八届五中全会才决定实施全面二胎。

### 共青团与团派
团派力量在胡耀邦去世后仍然存在，并在胡锦涛于1992年当选中共中央政治局常委后重新凝聚和强化。1993年4月，时任中央政治局常委的胡锦涛到江西共青城视察，不避忌讳地称“胡耀邦总书记”，使得舆论颇为关注。在2002年胡锦涛担任中共中央总书记后，纪念胡耀邦的活动也日益增多。2005年春节，胡锦涛亲自到胡耀邦家拜年。2014年4月11日，已卸任总书记的胡锦涛在湖南省委书记等官员的陪同下，参观了湖南瀏陽中和鎮的胡耀邦故居，并向胡耀邦铜像鞠躬致敬。该事件由香港《信报》独家披露，但并未在中国大陆公开报道；而胡德華在接受台灣媒體的採訪時表示，卸任後的胡錦濤只是一个平民，他訪問耀邦故居只是個人行為，不代表中国政府官方立场。
团派在形成中有比较鲜明的特色，团派继续沿用胡耀邦时期的做事务实的态度。在胡锦涛主政时期，团派与太子党、上海帮等势力斡旋，并逐渐占领先机。2012年的薄熙来事件反映出胡锦涛为首的团派有意支持习近平。而在1987年胡耀邦下野时，习近平之父习仲勋、薄熙来之父薄一波扮演的截然不同角色和立场，被部分媒体诠释为团派在十余年后的反击。作为中国共产党中央第五代政治体制的“习近平核心体制”中，担任总理的李克强早年就被胡耀邦举荐、之后升任团中央第一书记。至今，团派力量仍然在中共中央占领核心力量，而习近平和王岐山主导的“反腐运动”等，也被视为团派向其他政治力量（“上海帮”、“秘书帮”、“石油帮”、“山西帮”）的对抗。但在中共十九大后，团派的诸多重要成员皆被边缘化，李源潮未到退休年龄便退休，刘奇葆未当选新一届中共中央政治局委员，而中共中央政治局中仅剩李克强、汪洋、胡春华三人被认为是团派出身。到2022年中共二十大之后，李克强和汪洋退休，时年59岁的胡春华仅当选新一届中央委员，随后转任全国政协副主席并失去实权。

## 评价
胡耀邦在下野后，曾对家人自评道：“我这辈子有两个没有想到，一个是没有想到被放在这么高的位置上；一个是没有想到在我退下来以后还有这么好的名声。”
胡耀邦1989年逝世时，中共中央发布的訃告稱：
|  | 胡耀邦同志是久經考驗的忠誠的共產主義戰士，偉大的無產階級革命家、政治家，我軍傑出的政治工作者，長期擔任黨的重要領導職務的卓越領導人。 |

中共官方对胡耀邦的评价非常谨慎，在中共领导中邓小平曾说：“耀邦抓党风党纪是铁面无私的，就是不理解自由化的危害。”陈云对胡耀邦的评价是：“不懂经济，但是抓党建工作是把好手，为人正派。然而有些时候，重大方针摇摆不定，不适合主持全面工作。”自视为“胡耀邦反对派”的中共元老邓力群评价道，“胡耀邦从来不搞阴谋，胸怀坦荡，对人不报恶意。与胡相比，赵紫阳则曾经参与过阴谋，也整过人。”1988年11月，邓力群在长沙要求见胡耀邦，虽然在此前一年党内生活会上，他罗列大量“罪状”，系统地批判胡，但胡还是欢迎了他，并同他谈了两个多钟头。事后邓力群感慨说：“我没有想到他并不介意以前的摩擦。”并说他们的谈话“感情是真诚的，气氛是融洽的”，使他有“度尽劫波兄弟在，相逢一笑泯恩仇”的感觉。邓力群认为胡在民族政策上闯了乱子，对民族地区的民族分裂主义危险认识不够，造成西藏和新疆的局势不稳。
知识分子和学者则对胡耀邦有很丰富的评价，对胡耀邦主流为称赞，很多学者认为他是“中国历史上少有伟大民主主义者”、“青年斗士，民主领袖”、“浴血民主”。李锐曾表示，胡耀邦是他遇到的可以坐下来真正平等交谈的两个高层领导人之一（另一个是黄克诚）。何方则将胡耀邦与陈独秀、张闻天相提并论，称赞三人能够“坚持五四运动传统、弘扬科学民主精神”、“能够成为中国人民的先觉和前驱”，并分析三人在党内的惨淡结局均为“中国封建传统的强大”所造成。
对于胡耀邦的批评主要集中于他的性格中的“极易冲动”，比如赵紫阳智囊罗小朋则称：“胡耀邦总的价值取向是对头的，但他有非常明显的性格弱点和知识缺陷。这其实是当时中共高层许多人都知道的事实……胡耀邦的弱点是不能耐心倾听，喜欢自己占去大部对话时间。胡耀邦在地方视察中，极易冲动，许多心血来潮之举，后果严重。胡耀邦的性格弱点，还表现在他与学者交往面过窄，结果受到一些脱离实际且有机会主义倾向的文人的不利影响。”原英国驻华大使理查德·伊文思则在其作品《邓小平传》中认为胡耀邦工作勤奋、头脑清晰，但个性不够变通，容易冲动。他在党内的声望和分量都不够，在与老人打交道时却又不够谨慎。1986年，胡耀邦在访问莎士比亚故居时，引用的却是雪莱的诗句，让同行的中国官员大感尴尬。
另外，胡耀邦任内的民族政策也被一些人批评。许多网络评论认为，过去的许多“正确的”民族宗教政策在胡耀邦时代被认为是“极左”政策而被遗弃。陈永贵曾批评胡耀邦是“胡乱邦”。
胡耀邦对第三代及以后的中共领导人有直接影响，并反射到很多年后对他的评价。2010年4月15日，時任國務院總理温家宝在《人民日报》上发文悼念胡耀邦，并表示铭记胡耀邦生前的教诲：“领导干部一定要亲自下基层调查研究，体察群众疾苦，倾听群众呼声，掌握第一手材料”。2015年11月20日，习近平在纪念胡耀邦诞辰一百周年座谈会上讲话，赞誉胡耀邦“夙夜在公、呕心沥血，鞠躬尽瘁、死而后已”、“坚守信仰、献身理想”、“实事求是、勇于开拓”、“为中华民族独立和解放、为社会主义革命和建设、为中国特色社会主义探索和开创建立了不朽功勋”。

## 著作

### 代表作
- 《关于团结全国青年，在建设祖国的伟大行列中奋勇前进》1953年6月23日在中国新民主主义青年团第二次全国代表大会上的工作报告。
- 《团结全国青年建设社会主义的新中国》1957年5月15日在中国新民主主义青年团第三次全国代表大会上的工作报告。
- 《为我国青年革命化而斗争》1964年6月11日在中国共产主义青年团第九次全国代表大会上的工作报告。
- 《要坚持实践是检验真理的唯一标准》(1978年5月一一1979年3月)
- 《在全国组织工作座谈会上的讲话》(1979年10月5日)
- 《全面开创社会主义现代化建设新局面》1982年9月1日在中国共产党第十二次全国代表大会上的报告。

### 文集
- 《胡耀邦文选》2015年人民出版社。

收入1952年5月至1986年10月这段时间内的重要著作77篇，包括文章、讲话、报告、谈话、批示、书信、题词等。

## 荣誉
- 罗马尼亚社会主义共和国
  -  一级罗马尼亚社会主义共和国之星勋章（英语：Order of the Star of the Romanian Socialist Republic）（1985年11月20日授予[98]））

## 家人生活
胡耀邦惯用左手。

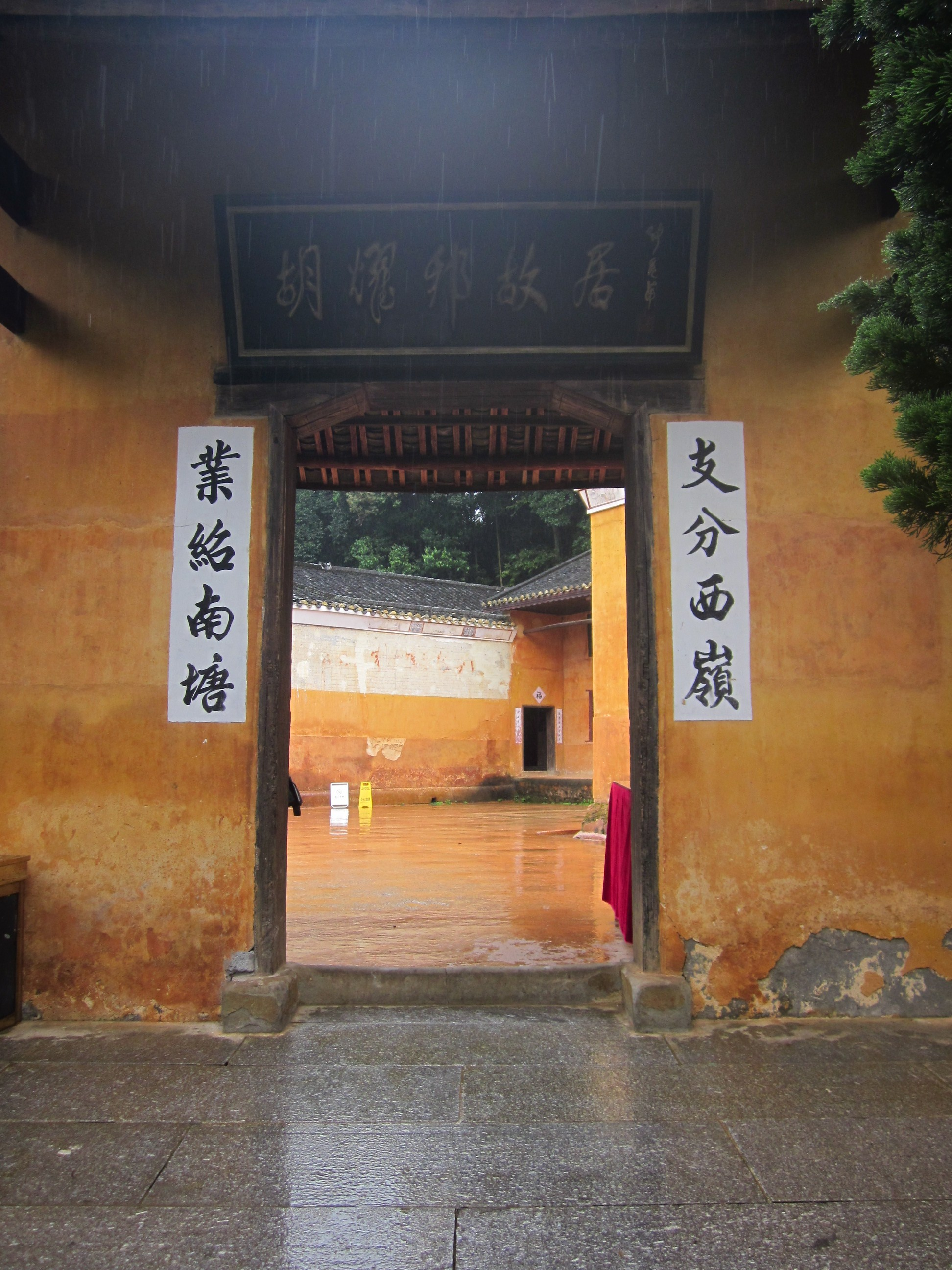
胡耀邦故居

胡耀邦妻子李昭原名李淑秀，乳名阿凤，1921年12月20日出生在安徽省宿县，2017年3月11日在北京去世。1941年11月，两人在延安结婚，共有三子一女和五名孙辈：
- 长子：胡德平，曾任中共中央统战部副部长，全国工商联副主席[4]:272。第一任妻子系原中组部部长安子文之女安黎, 两人育有一女Janice。第二任妻子王豫颖，中国光彩事业国际投资集团董事局主席。
  - 長孫女：胡知鸷，2005年从美林转投瑞信任中国投行业务联席主席。
  - 孫兒：胡霽光（James Hu Jiguang），美銀證券董事總經理、中國投資銀行部主管，前妻Stephanie Su。2025年任摩根士丹利中国区副主席[99]。
- 次子：刘湖，香港华润集团常务董事，副总经理（1945年冬，胡耀邦夫妇将次子送给了陕北老乡刘世昌，胡耀邦坚持让孩子随老乡姓刘，老乡采取了一个折中方案，就叫刘湖（胡））[4]:20；
- 三子：胡德华，90年代从中科院软件中心下海，1994年组建北京泰利特科技公司，从事金融、银行和办公室等软件系统的开发，2025年3月逝世。
  - 孫女：胡天翎。
- 小女：李恒（本名李滿妹，為體現男女平等，滿妹隨母姓），葛兰素史克（中国）投资有限公司，外企高管，李恒丈夫为刘晓江，曾任中国人民解放军海军政治委员。

胡耀邦的哥哥為胡耀福（1911-1992），為原長沙市人大代表，瀏陽縣政協委員，1949年初加入中國共產黨。1952年被誣告曾為白軍追殺革命同志而入獄，曾被定性為反革命分子並被開除出黨。1980年平反，1985年恢復黨籍。在被平反後仍於鄉下務農，1992年去世。
此外，开国上将杨勇是其姨表哥，两人曾在里仁学堂一同读书，并先后加入中国工农红军:9。

## 遗迹
- 胡耀邦故居
- 胡耀邦墓

## 外部連結
- 丁學良：〈胡耀邦與中國民情（页面存档备份，存于）〉。
- 丁學良：〈胡耀邦與中國改革（页面存档备份，存于）〉。
- 胡耀邦史料信息网（页面存档备份，存于）
- 环球时报:时间越久对胡耀邦的评价越客观（页面存档备份，存于）

| 中国共产党职务                       | 中国共产党职务                                                                               | 中国共产党职务                                  |
| ------------------------------------ | -------------------------------------------------------------------------------------------- | ----------------------------------------------- |
| 前任： 华国锋                        | 中共中央主要负责人 1981年6月－1987年1月                                                      | 繼任： 赵紫阳                                   |
| 空缺上一位持有相同頭銜者：张闻天     | 中国共产党中央委员会总书记 1982年9月－1987年1月                                              | 繼任： 赵紫阳                                   |
| 前任： 华国锋                        | 中国共产党中央委员会主席 1981年6月－1982年9月                                                | 繼任： 職位撤销                                 |
| 空缺上一位持有相同頭銜者：邓小平     | 中國共產黨中央書記處總書記 1980年2月－1982年9月                                              | 繼任： 職位撤销                                 |
| 前任： 邓小平 至1956年               | 中共中央秘书长 1978年12月－1980年2月                                                         | 繼任： 職位撤销                                 |
| 前任： 张平化                        | 中共中央宣传部部长 1978年12月－1980年3月                                                     | 繼任： 王任重                                   |
| 前任： 郭玉峰                        | 中共中央组织部部长 1977年12月－1978年12月                                                    | 繼任： 宋任穷                                   |
| 前任： 张德生                        | 中国共产党陕西省委员会书记 1964年－1965年                                                    | 繼任： 霍士廉                                   |
| 前任： 馮文彬                        | 中国共产主义青年团中央書記處第一書記 （1953年6月至1957年5月任排名第一的书记） 1953年－1966年 | 繼任： 韓英 （1978年）                          |
| 前任： 华国锋                        | 中国共产党湘潭地区委员会第一书记 1962年－1964年                                              | 繼任： 李哲                                     |
| 中华人民共和国党和国家领导人排名順序 |                                                                                              |                                                 |
| 位列首位                             | 中国共产党和中华人民共和国领导人排名 （中共中央主席；排名第一） 1981年－1982年               | 繼任： 叶剑英 全国人大常委会委员长 （排名第二） |
| 位列首位                             | 中国共产党和中华人民共和国领导人排名 （中共中央总书记；排名第一） 1982年－1985年             | 繼任： 叶剑英 中共中央军委副主席 （排名第二）   |
| 位列首位                             | 中国共产党和中华人民共和国领导人排名 （中共中央总书记；排名第一） 1985年－1987年             | 繼任： 邓小平 中共中央军委主席 （排名第二）     |